# Oulad Salmane
Oulad Salmane (franska: Oulad Salmane (CR), Oulad Salmane (Commune Rurale), arabiska: نكا) är en kommun i Marocko.   Den ligger i provinsen Safi och regionen Marrakech-Safi, i den norra delen av landet, 300 km sydväst om huvudstaden Rabat. Antalet invånare är 16 780.